# Wallfahrtskirche Schwarzlack

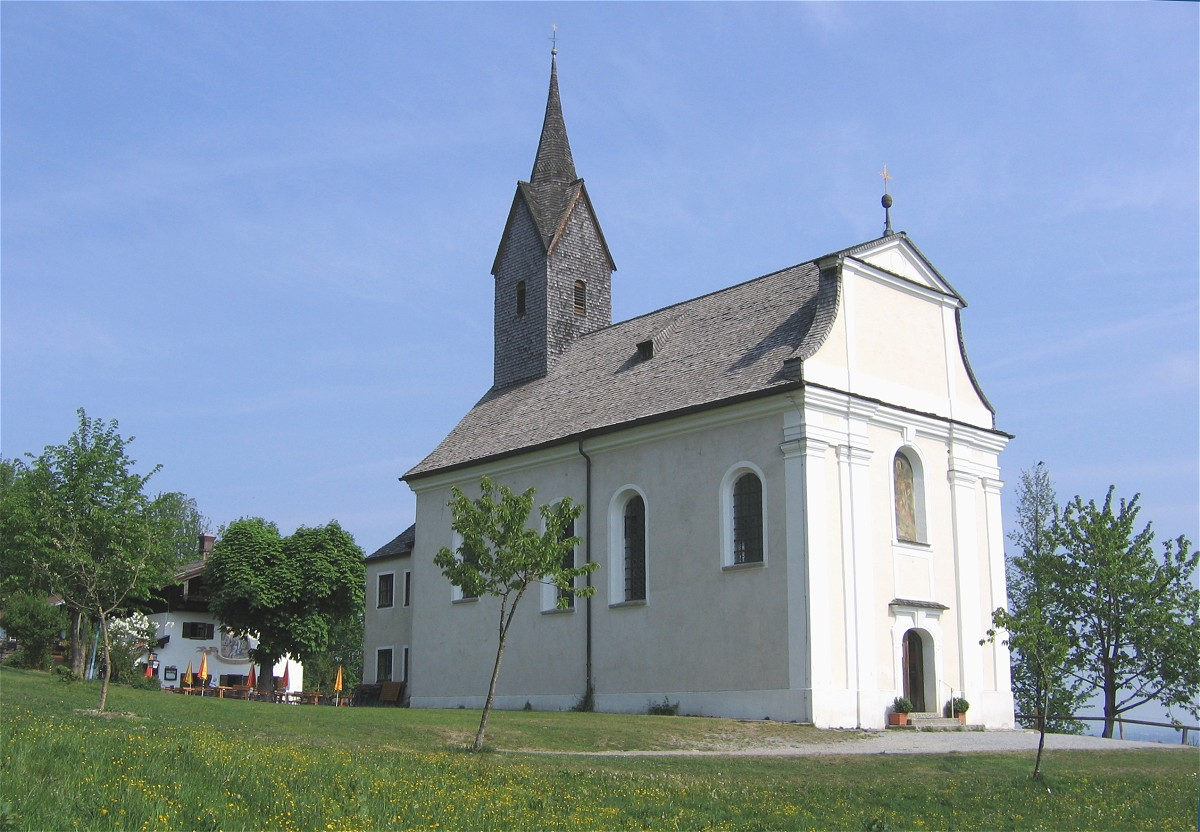
Wallfahrtskirche Schwarzlack

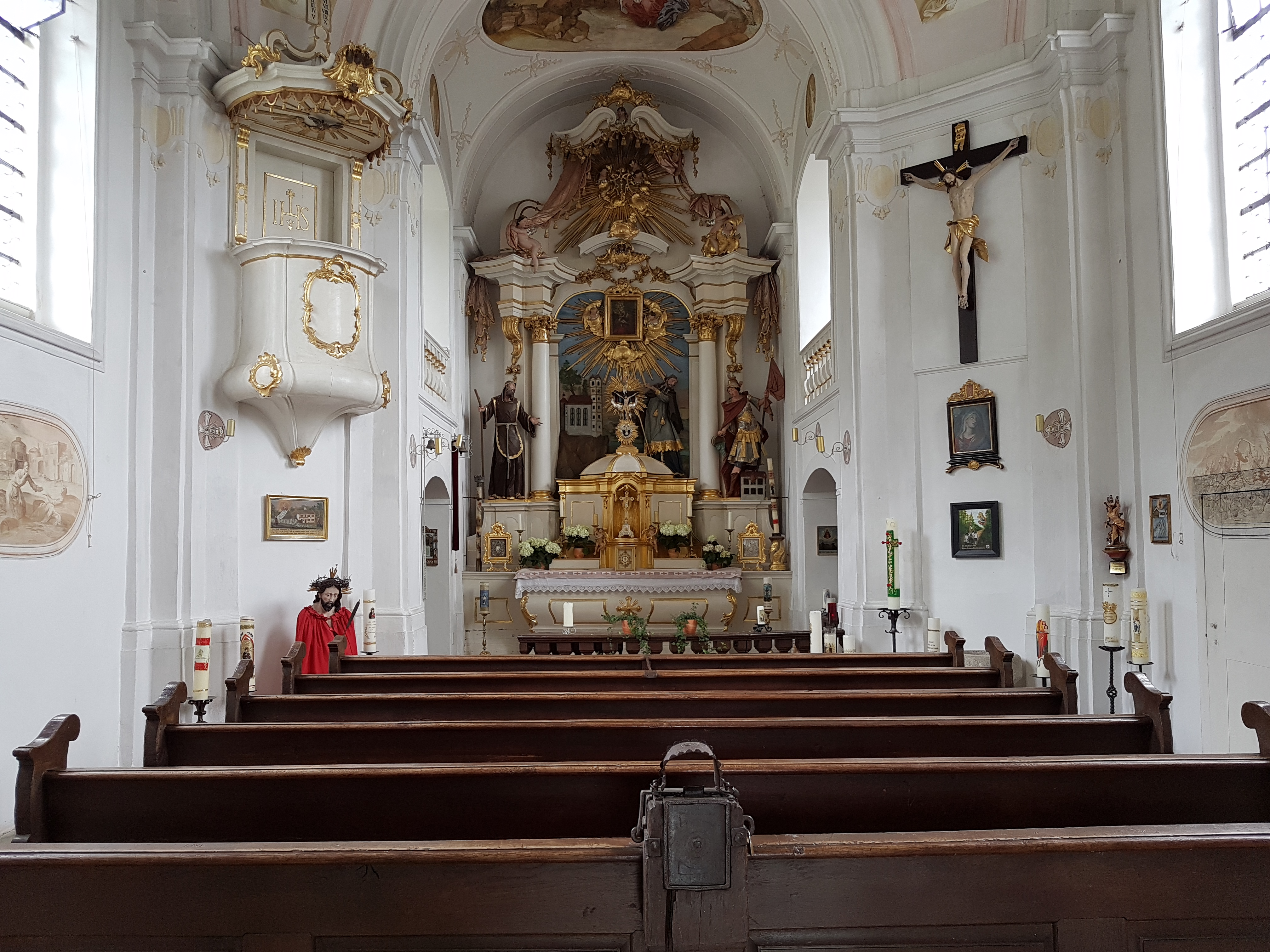
Kircheninneres

Die Wallfahrtskirche Mariahilf und St. Johann Nepomuk auf der Schwarzlack ist eine römisch-katholische Wallfahrtskirche im Stil des Spätbarock auf dem Gemeindegebiet von Brannenburg in Oberbayern.
Die Kirche ist wegen ihrer Lage am Hang des Sulzbergs über dem Inntal ein beliebtes Ausflugsziel. Neben der Kirche befindet sich ein ebenfalls denkmalgeschütztes Gasthaus.

## Geschichte

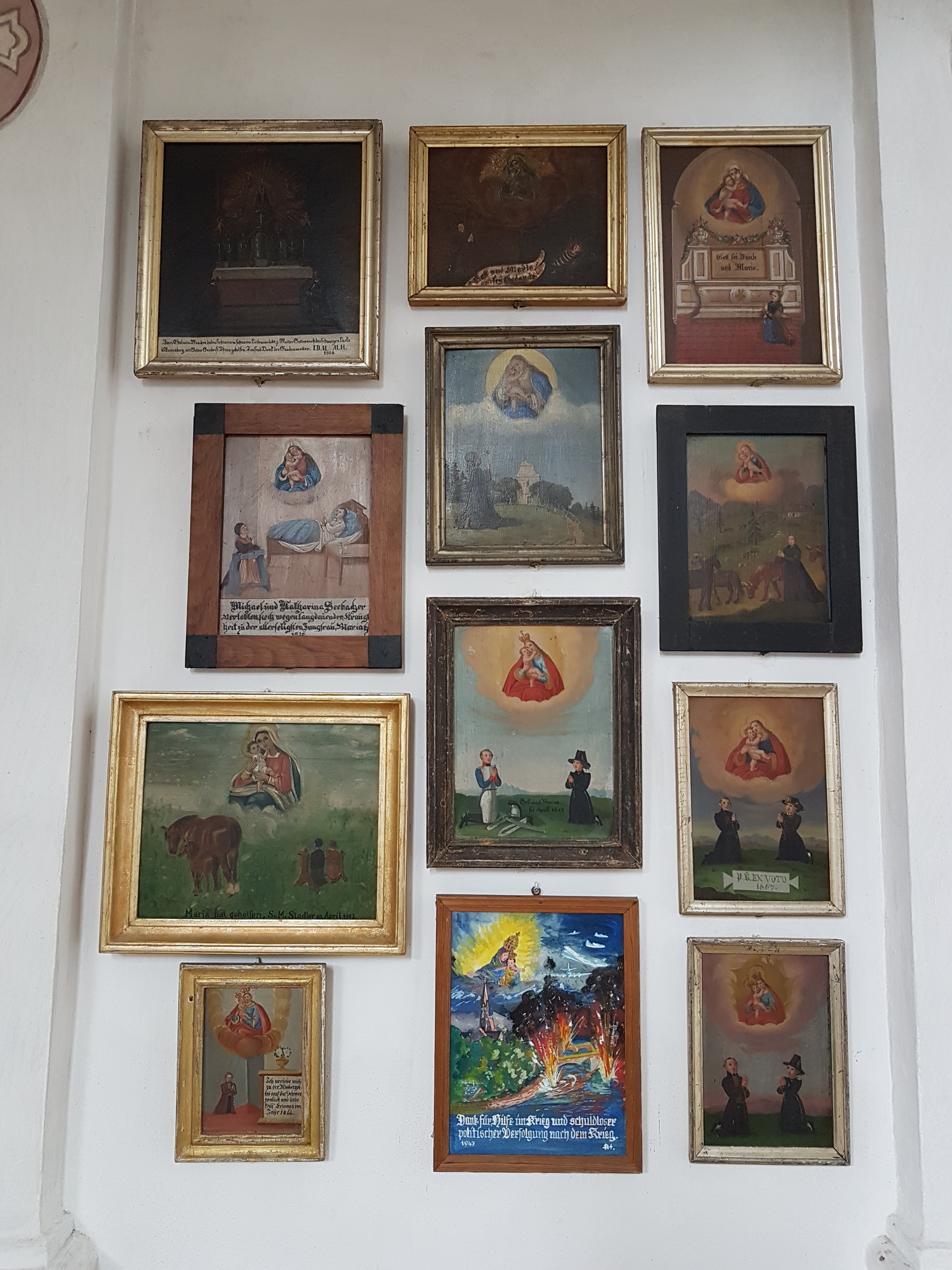
Ein Teil der zahlreichen Votivtafeln in der Kirche

An der Stelle der heutigen Kirche gründete Georg Tanner im Jahr 1659 eine Einsiedelei. Eine ausgestellte Mariahilf-Darstellung, eine Kopie des Innsbrucker Gnadenbildes Mariahilf von Lucas Cranach dem Älteren, zog bald Wallfahrer an. Aufgrund dessen wurde 1687 eine hölzerne Kapelle errichtet, die 1716 einer Steinkirche wich. Im Jahr 1750 wurde auf Geheiß des Grafen Johann Maximilian IV. Emanuel von Preysing der Grundstein für den Bau einer größeren Wallfahrtskirche gelegt, der den gestiegenen Ansprüchen entsprach und 1763 fertiggestellt werden konnte. Der Neffe des verstorbenen Stifters erweiterte die Kirche um einige Ausstellungsstücke, darunter den Altar.

## Architektur und Ausstattung
Die Pläne für den Bau stammen von Abraham Millauer, die Ausführung besorgte sein Sohn Philipp. Vollendet wurde der Bau von Johann Achleitner. Ebenfalls am Bau beteiligt waren die Brüder Johann Baptist und Ignaz Anton Gunetzrhainer.
Die Orgel in der Wallfahrtskirche Schwarzlack ist ein einmanualiges Instrument, erbaut 1897 von Franz Borgias Maerz.
Die äußere Schlichtheit des Bauwerks steht im Gegensatz zum reich ausgestatteten Innern, das jedoch wegen der weiß-goldenen Farbgebung trotzdem eher zurückhaltend, gar höfisch wirkt. Hier fällt vor allem der Altar mit dem Mariahilf-Bildnis von Joseph Götsch aus dem Jahr 1767 ins Auge, der auch eine figürliche Darstellung des zweiten Namenspatrons Johann Nepomuk birgt. Auch die erst 1811 hinzugekommenen Fresken des Künstlers Sebastian Rechenhauer, der aus einem Dorf nahe der Kirche stammt, sind sehenswert.